# Batalla de Peñacerrada
La Batalla de Peñacerrada tuvo lugar ente el 20 y el 22 de junio de 1838 en la localidad alavesa de Peñacerrada (en euskera: Urizaharra).

## Antecedentes
Aprovechando la salida del grueso del ejército carlista en la Expedición Real los liberales pudieron levantar el asedio de San Sebastián. El ejército liberal, comandado por Baldomero Espartero, y compuesto por dos divisiones, de tres brigadas cada una. La primera división estaba al mando de Ribero y Buerens; la segunda, al mando de Bravo del Ribero. Cada brigada estaba compuesta de tres batallones, por lo que Espartero contaba con 18 batallones. La expedición se puso en marcha después de dejar atrás Valmaseda, en la sierra de Burgos, en dirección hacia Peñacerrada, con el objetivo de atraer a los carlistas a una batalla y conquistar una plaza tan importante.

## La batalla
Además de los 18 batallones de infantería Espartero llevaba tres compañías de ingenieros, cuatro escuadrones de húsares, tres baterías de obuses de 12 con seis piezas por batería, una de cohetes a la Congreve, otra de carril estrecho, y el tren de batir compuesto de tres cañones de 24, cuatro de 16, dos morteros de 10 y dos obuses de 7. Con raciones para tres días, por carencia de mayor número de transportes, el 18 de junio de 1838 pernoctó en la localidad de Treviño y la venta de Armentia.
Aquel mismo día había llegado Juan Antonio Guergué, avisado oportunamente, desde el valle de Etxauri y Peñacerrada, llevando un refuerzo de cuatro batallones. Al alborada del 19, Espartero prosiguió el movimiento no encontrando enemigos hasta ocupar la altura de Larrea, donde se trabó un combate de vanguardias sostenido casi exclusivamente por las fuerzas del coronel Martín Zurbano, reforzado más tarde por el escolta del general y la brigada de la Guardia real de infantería que marchaba al frente.
El combate no se generalizó porque no convenía a Espartero, puesto que su ejército, formando una larguíssima columna con más de 300 carros, todavía no se había concentrado, y como que no hubo medio de conseguirlo hasta las cinco de la tarde, se replegó al lugar designado para acampar. Los carlistas siguieron molestando con fuego de fusil y de cañón, los cuales eran tan acertados que una granada cayó y reventó cerca del cuartel general, sin causar graves daños. Como las fuerzas liberales tenían órdenes de no contestar, los carlistas se envalentonaron ante el silencio, y a las once de la noche llegaron provocadores hasta el mismo campamento, siendo rehusados por el fuego de la línea avanzada de centinelas. En aquel momento tuvo lugar un acontecimiento que estuvo a punto de causar graves daños al ejército liberal.
Ante el repentino ataque de los carlistas, se asustaron los caballos, que empezaron a correr desordenados en todas direcciones, atropellando las masas, que hicieron fuego creyendo que se trataba de la caballería enemiga. Puso fin al desconcierto la feliz idea de Zabala, coronel de los húsares, que ordenó sonar los clarines, al son de los cuales, tan conocido de los caballos que se fueron calmando y recogiéndose. Todo esto no fue obstáculo para que durante la noche se fueran construyendo baterías para siete piezas de fuegos directos.
Empezó el fuego de cañón la mañana del día 20, contra el fuerte exterior o castillo de Ulizarra, y viendo los impacientes la lentitud con que se iba abriendo agujero, decidió Espartero intentar el asalto. Mientras se preparaba la columna, los carlistas destacaron fuerzas de la plaza que intentaron aproximarse al castillo, y que fueron rehusadas con pérdidas por la columna de Zurbano y la división de la Guardia real, ayudada por la caballería. Por fin se consiguió vencer la resistencia del castillo, pero quedaba todavía conquistar la plaza, y contra ella se dirigió el ataque. Al ver Espartero la enérgica resolución de sus defensores, que no quisieron admitir ningún tipo de parlamento, decidió suspender el ataque, mientras Zurbano marchaba el día 21 a buscar el convoy de víveres y municiones, y esperaba el momento de construir un campo que sirviera de refugio a los parques, y artillar el castillo.

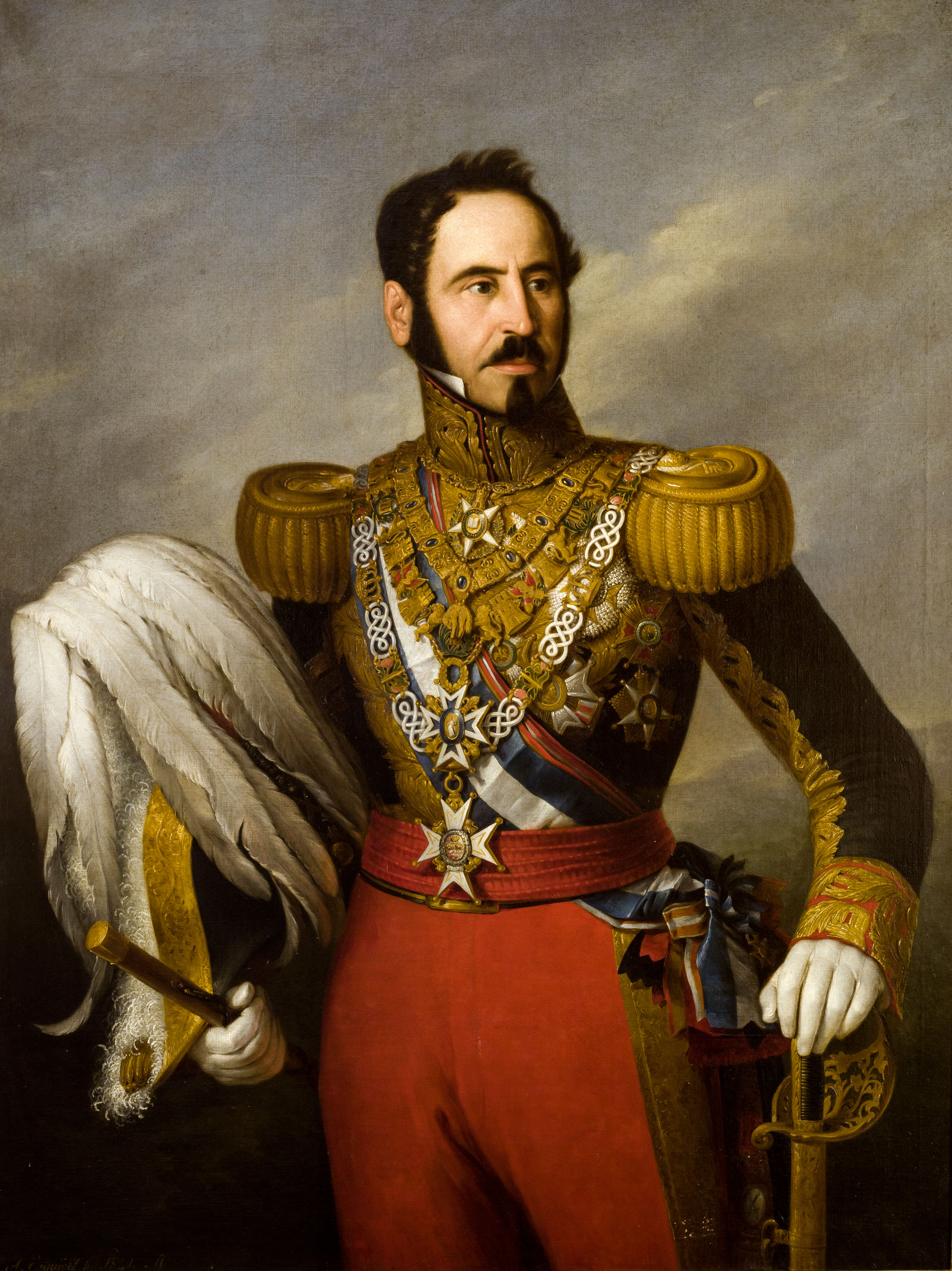
Retrato del general Espartero (1841)

Al amanecer del día 22 se rompió el fuego, con menos intensidad de la precisa, para economizar munición, pues a pesar de haber vuelto Zurbano a Vitoria llevando todo el que encontró, escaseaban los proyectiles. Los carlistas, que se dieron cuenta de este hecho, empezaron a tomar ánimos, logrando poner a los liberales en situación comprometida. Espartero, sabedor de todo esto y comprendiendo era preciso un ataque decisivo, no reparó en la fuerte posición del enemigo, formó una batalla por masas seis batallones de la Guardia real y uno de la 3a división, cubiertos a 40 pasas por las compañías respectivas de cazadores, situó detrás del centro de la línea la batería de carril y la de lomo, y cuando la caballería a retaguardia de las alas, excepto una compañía de tiradores que pasó contener las guerrillas, y posándose al frente de sus fuerzas, dirigió de armar la bayoneta después de arengarlos, y al compás de todas las músicas, ordenó el ataque.

<La caballería carlista, explican, cargó a las guerrillas, y se traba un Abrivat combate, hubo momentos terribles, y para no sufrir la impaciencia de las vicisitudes. Espartero reasumiendo en sí el éxito de la batalla, y resuelto a decidirla, haciendo temeraria su valentía, a la voz de ¡a por ellos, chicos, ya ha pasado el peligro !, cargó contra la caballería, sin permitir por su velocidad más que una descarga, y dio el triunfo a las armas liberales. Los carlistas no pudieron, aunque valientes, resistir un ataque tanto heroico, y se declararon vencidos. Entre ellos se introdujo el pánico y el desorden; huyeron, y el enemigo victorioso apoderó de cuatro piezas de cañón obusser de hierro forjado, que podía presentarse como modelo en cualquier lugar de Europa, de un considerable número de prisioneros, municiones, pertrechos, tiros de caballería y cuando podía constituir un completo botín. El número de muertos fue considerable: unos y otros lamentaron grandes pérdidas; había sido largo y valiente el batallar y no pudo menos de correr la sangre de forma abundante; 600 hombres, dijeron algunos, cayeron en uno y otro campo.>

La plaza no pudo resistir por más tiempo después de esta victoria, y la guarnición lo abandonó sin que las tropas liberales se dieran cuenta del hecho. La batalla fue decidida por una brillante carga de los húsares comandados por su coronel Juan Zabala, que recibió las mayores muestras de entusiasmo de Espartero en pleno campo de batalla, el cual solicitó de la reina ser nombrado coronel honorario de tan brillante cuerpo.